# Norman Levinson
Norman Levinson (ur. 11 sierpnia 1912 w Lynn, zm. 10 października 1975 w Bostonie) – amerykański matematyk, profesor Massachusetts Institute of Technology. Współtwórca (wspólnie z Jamesem Durbinem) algorytmu Durbina-Levinsona.